# Cucut faisà
El cucut faisà (Dromococcyx phasianellus) és una espècie d'ocell de la família dels cucúlids (Cuculidae) que habita entre el sotabosc o matolls des de Mèxic, cap al sud, a través d'Amèrica Central fins al sud del Brasil, nord de Bolívia, el Paraguai i nord-est de l'Argentina.